# Joseph Holbrooke
Joseph Holbrooke, właśc. Josef Charles Holbrooke (ur. 5 lipca 1878 w Croydon w hrabstwie Surrey, zm. 5 sierpnia 1958 w Londynie) – brytyjski kompozytor.

## Życiorys
Studiował w Royal College of Music w Londynie u Fredericka Cordera (kompozycja) i Fredericka Westlake’a (fortepian), zdobywając Nagrodę Lucasa i stypendium Bennetta. Od 12. roku życia występował jako pianista. Po sukcesie poematu symfonicznego The Raven (1900) otrzymywał zamówienia na nowe dzieła od licznych sponsorów. Pisał muzykę do poematów Herberta Trencha i Thomasa Scotta-Ellisa. Pomimo sporej popularności jego kompozycji, konfliktowy charakter kompozytora, skutkujący kłótniami ze środowiskiem muzycznym, zatrzymał rozwój jego kariery. W czasach wielkiego kryzysu stracił prywatnych sponsorów zamawiających u niego nowe kompozycje i zmarł w zapomnieniu, jego późne dzieła pozostały w rękopisach i nie zostały opublikowane.
Opublikował pracę Contemporary British Composers (Londyn 1925).

## Twórczość
W swojej twórczości czerpał z wzorców literackich, szczególnie z prozy E.A. Poego. W twórczości scenicznej nawiązywał do wzorców wagnerowskich. Dziełem jego życia była trylogia operowa The Cauldron of Annwn, oparta na walijskim eposie Mabinogion.

## Wybrane kompozycje
(na podstawie materiałów źródłowych)

### Utwory orkiestrowe
- 8 symfonii (I „Apollo and the Seaman” 1907, II „Dramatic Choral Symphony” 1908, III „Ships” 1925, IV „Homage to Schubert” 1929, V–VIII w rękopisie)
- poemat symfoniczny The Raven (1900)
- poemat symfoniczny Ulalume (1903)
- poemat symfoniczny The Viking (1904)
- poemat symfoniczny The Masque of Red Death (1905)
- poemat symfoniczny The Birds of Rhiannon (1925)
- Variations on Three Blind Mice (1900)
- Variations on The girl I left behind me (1900)
- Variations on Auld Lang Syne (1906)
- uwertura The New Reneissance (1903)
- suita Les Hommages (1905)
- 3 koncerty fortepianowe (I 1900, II „The Song of Gwynn ap Nudd” 1903, III „L’orient” 1928)
- koncert skrzypcowy „The Grasshopper” (1917)
- Cambrian Concerto na wiolonczelę i orkiestrę (1936)
- Concerto Tamerlaine na saksofon lub klarnet, fagot i orkiestrę (1939)

### Utwory kameralne
- sekstet smyczkowy „Al Aaaraaf” (1902)
- 2 sekstety fortepianowe (I „In memoriam” 1905, II 1906)
- sekstet „Israfel” na fortepian i instrumenty dęte (1906)
- Kwintet fortepianowy (1904)
- 2 kwintety klarnetowe (I ok. 1903, II „Fate of Ligeia” 1910)
- 6 kwartetów smyczkowych, w tym I „Belgium-Russia” 1915 i II „The Pickwick Club” 1916
- Kwartet g-moll na skrzypce, altówkę, klarnet i fortepian (1905)

### Opery
- Pierrot and Pierrette (wyst. Londyn 1909; wersja zrewid. pt. The Stranger wyst. Liverpool 1924)
- The Enchanter (wyst. Chicago 1915)
- trylogia operowa The Cauldron of Annwn: I The Children of Don (wyst. Londyn 1912), II Dylan: Son of the Wave (wyst. Londyn 1914), III Bronwen (wyst. Huddersfield 1929)